# United States Naval Ship
United States Naval Ship ou USNS est le préfixe utilisé pour désigner les navires non-commissionnés propriétés de la United States Navy.

## Généralités

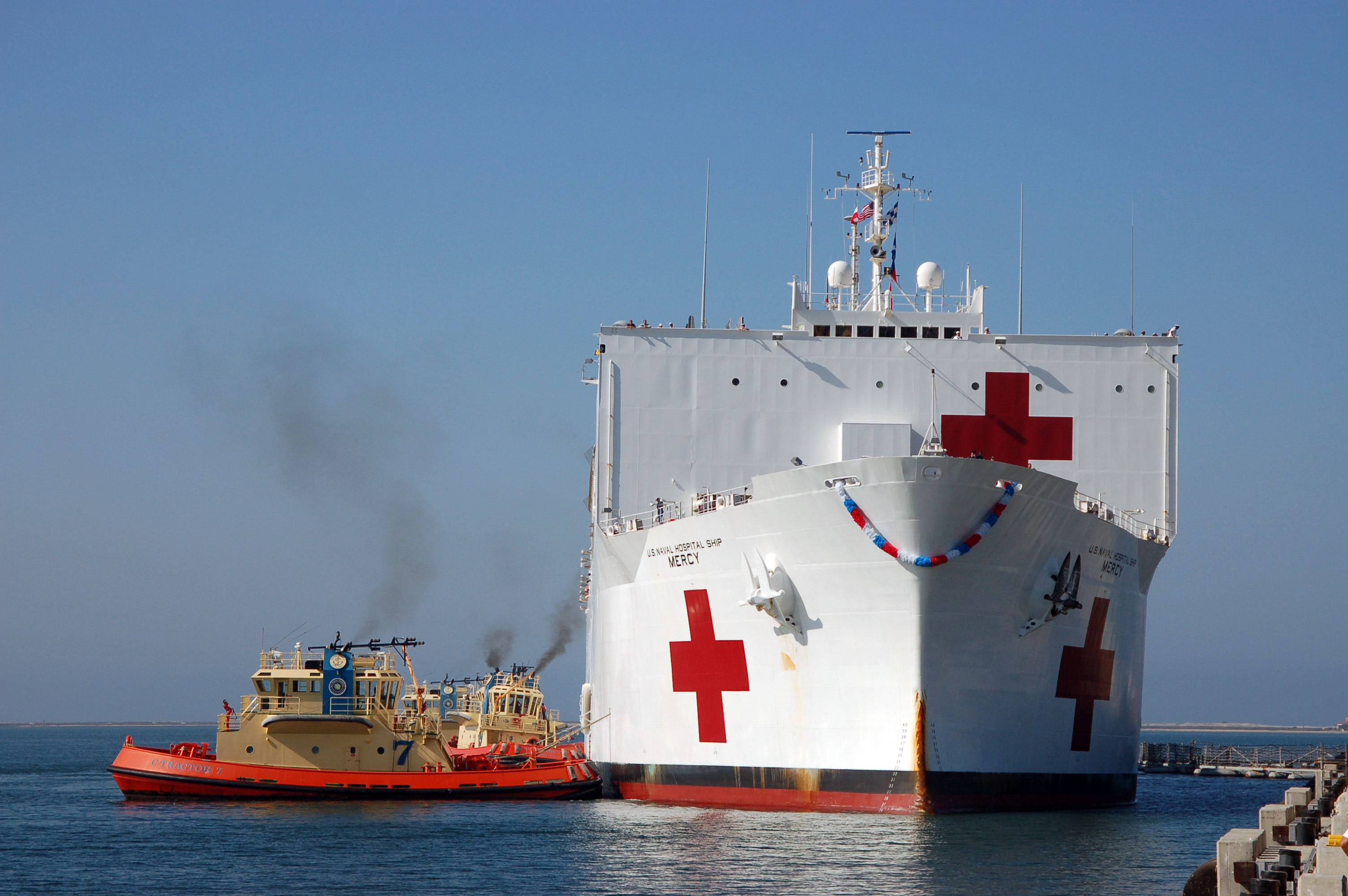
Le navire-hôpital Mercy est un USNS.

Les United States Naval Ship sont généralement des bateaux auxiliaires de soutien appartenant à l’US Navy et exploités par le Military Sealift Command (commandement du transport maritime militaire). Ces navires sont commandés par des équipages civils, plutôt que des membres de la United States Navy. En comparaison, les navires commissionnés ont un préfixe USS et sont armés par des équipages militaires.

## Sources
- (en) Cet article est partiellement ou en totalité issu de l’article de Wikipédia en anglais intitulé « United States Naval Ship » (voir la liste des auteurs).